# Tachydromia rufipes
Tachydromia rufipes är en tvåvingeart som först beskrevs av Johann Wilhelm Meigen 1838.  Tachydromia rufipes ingår i släktet Tachydromia och familjen puckeldansflugor.
Artens utbredningsområde är Tyskland. Inga underarter finns listade i Catalogue of Life.